# انجيلو مارتا
انجيلو مارتا (بالهولندية: Angelo Martha)‏ (29 أبريل 1982 بأمستردام في هولندا - ) هو لاعب كرة قدم هولندي في مركز الدفاع. شارك مع منتخب جزر الأنتيل الهولندية لكرة القدم ومنتخب كوراساو لكرة القدم. أما مع النوادي، فقد لعب مع أدو دين هاغ وأغوف أبيلدورن ودين بوستش وفيلم تو تيلبورغ ونادي كامبور وSV Spakenburg ‏ وMVV Maastricht ‏.

## وصلات خارجية
- انجيلو مارتا على موقع قاعدة بيانات كرة القدم.إي يو (الإنجليزية)
- انجيلو مارتا على موقع ناشيونال فوتبول تيمز (الإنجليزية)